# Christie Peaks
Die Christie Peaks sind eine markante Gruppe spitzer Berge an der Rymill-Küste des Palmerlands auf der Antarktischen Halbinsel. Sie ragen im nördlichen Teil der Batterbee Mountains unmittelbar südlich der Mündung des Ryder-Gletschers in den George-VI-Sund auf.
Das UK Antarctic Place-Names Committee benannte die Gruppe am 21. Juli 1976 Timothy Julian Churchill Christie (* 1934), Geodät des British Antarctic Survey auf Stonington Island von 1970 bis 1971.